# Луд, збуњен, нормалан (10. сезона)
Десета сезона телевизијске серије Луд, збуњен, нормалан премијерно је емитована на ТВ Б92 у Србији.

## Радња
Јадима Фазлиновића изгледа нема краја. Изет има нову девојку. Фарук, иако проживљава својих 5 минута славе носећи титулу „најпожељњијег нежење“ и даље је сам и неодлучан. И без редовног секса. И даље пати за Сенадом, чак ће бити под сумњом да је због љубоморе убио њеног вереника. И Дамир је неодлучан. У његовом животу смењују се и Барбара и Лада, па чак и Фарукова девојка Јања. Међутим, највеће изненађење свима ће бити када се породици Фазлиновић придружи женски члан и то управо Изетова ћерка Јелена.
Након кратког периода, продукција Акорд снима нову тв серију под називом „Бегова кућа“. Сценариста је Изет, редитељ Фарук, а глумачку екипу чине: Самир, Барбара, Лада, Мехо, Фуфе и Авдија. Иако је радња серије смештена у период османлијске владавине, Изет инспирацију налази у свакодневици…

## Улоге
| Глумац            | Улога              |
| ----------------- | ------------------ |
| Мустафа Надаревић | Изет Фазлиновић    |
| Сенад Башић       | Фарук Фазлиновић   |
| Моамер Касумовић  | Дамир Фазлиновић   |
| Татјана Шојић     | Марија Шарафова    |
| Тарик Филиповић   | Авдија Лексиковић  |
| Бранко Јанковић   | Фуфе Чмар          |
| Џана Пињо         | Барбара Фазлиновић |
| Марија Пикић      | Лада Вукашиновић   |
| Ивор Шпаравало    | Џебра Фазлиновић   |
| Алмир Курт        | Мехо Мујкић        |
| Катарина Марковић | Јелена Фазлиновић  |
| Нада Абрус        | Милена             |
| Софија Јуричан    | Јања Гало          |

## Списак епизода
| Бр. еп. (у серији) | Бр. еп. (у сезони) | Датум емитовања | ТВ емитер    | Назив                                                | Сиже |
| ------------------ | ------------------ | --------------- | ------------ | ---------------------------------------------------- | --- |
| 241                | 1                  | 26. јун 2016.   | ТВ Б92 (СРБ) | Ивер не пада далеко...                               | Кокузна времена су завладала код Фазлиновића. Због тога Јања моли оца да утиче да Фарукова продукција добије неки посао. Иван обећава помоћ иако сматра да Јањи и по годинама и по карактеру Дамир више одговара. Марија се такође слаже са тим, а након што проведу неко време заједно, хемија међу њима постаје све израженија. Јуре, који је поново изабран за директора телевизије, долази код Изета, а са пословном понудом. Појавиле су се негативне критике на Фарукову режију, те телевизија жели Изета али не и Фарука. Међутим, ситуација се у моменту мења, а све изненађује Изетова реакција. |
| 242                | 2                  | 27. јун 2016.   | ТВ Б92 (СРБ) | Шуга и љубав не могу се сакрити                      | Пала је прва клапа серије „Бегова кућа“ коју продуцира продукција Акорд. Екипа проверена — сценариста Изет, редитељ Фарук. Главне улоге: Самир, Авдија, Барбара, Лада и Фуфе. И док снимање лагано теће, хемија између Дамира и Јање је све изражајнија. Са друге стране Дамир сумња да је Фарук у тајној вези са Барбаром. Након што Јања види Сенаду у Фаруковом загрљају, Јања проводи ноћ са Дамиром, али ради Ладе, Јања ипак на крају остаје сама. Међутим, на крају, ова ситуација резултира антибиотском терапијом.                                                                               |
| 243                | 3                  | 28. јун 2016.   | ТВ Б92 (СРБ) | Боље врабац у руци, него голуб на балкону            | Изет позива Милену на шкампе са роштиља које би припремао на свом балкону. Међутим, има велики проблем са голубовима. Стога ангажује Меху да реши тај проблем, али безуспешно. Милена је велики љубитељ животиња и противник сваког насиља над њима. Међутим, када голубови покваре њихову романтичну идилу, Изет потпуно губи контолу, те интервенише пушком. Фарук и Дамир су у депресији јер и Јања и Сенада желе са њима да ступе у тајну везу, и то искључиво сексуалну. |
| 244                | 4                  | 29. јун 2016.   | ТВ Б92 (СРБ) | Бадава је добро сјеме, када је рђаво орање           | У Сарајеву се десило убиство. Убијен је Сенадин вереник Бане. Главни осумњичени је Фарук јер је претходну ноћ, потпуно пијан, претио да ће хладнокрвно убити Банета. Изет је и даље у рату са голубовима, те у налету беса голуба гађа пепељаром. Милена то види и назива га убицом пред инспектором. Изет признаје убиство, те они ослобађају Фарука. И док инспектор Мургић покушава да одгонетне ко је кога убио, Ђебра припрема рођенданску забаву. Као прави Изетов унук, одлучио је позвати што више званица како би добио сто више поклона.                                                        |
| 245                | 5                  | 30. јун 2016.   | ТВ Б92 (СРБ) | Ko пре ђевојци њему ђевојка                          | Изет не одустаје од Милене. Стога да би је импресионирао организује интензивну негу за голуба. Дамир да би пред Ладом доказао своју мушкост, послуша Изетов савет, те тражи од Самира да му исценира напад у Сан Рему. Дамирова представа неславно заврши обзиром да Дамир нападне потпуно погрешног момка. Фарук скупља храброст да се јави Сенади након смрти њеног вереника. Истовремено, охрабрује свог старог друга Игија који је у истој ситуацији, а ни не слути да би управо ради њега могао остати без Сенаде.                                                                                   |
| 246                | 6                  | 1. јул 2016.    | ТВ Б92 (СРБ) | Освета је најбоља када се сервира врела              | Милорад напокон има разлог да ликује. Наиме, овај пут је успео у својој намери да се освети Изету ради Жељке, те Изет остаје без Милене. Марија упозорава Фарука да Неска није идеална жена за њега, те му покушава помоћи. Ради те њене добре намере, Фарук раскида са Неском, али и Суада са Зораном. |
| 247                | 7                  | 2. јул 2016.    | ТВ Б92 (СРБ) | Ко високо лети...                                    | Серија „Бегова кућа“ постиже изврсне резултате. Због тога Јуре, директор телевизије, организује прес конфреренцију. Свима је до славља, изузев Фаруку. Чудно се понаша и одбија пиво, а још чудније након што попије Дамирове антидепресиве. Дамир је љубоморан на Барбару и Авдију, те позива Барбару код себе да уз свеће и вино поразговарају о Џебри. Изет се буни против Дамирове жеље да се помири са Барбаром, те поставља вајрлес камеру како би их шпијунирао и покушао спречити њихову везу. Гледајући снимке камере, открива да се Фарук дрогира.                                              |
| 248                | 8                  | 3. јул 2016.    | ТВ Б92 (СРБ) | Здрав човјек има хиљаду жеља...                      | Серија „Бегова кућа“ се и даље снима иако Фарук све лошије изгледа. Сви примечују да са њим нешто није у реду. Изет, шпијунирајући веб камером, открива да се Фарук дрогира. И то интравенозно. Стога убеђује Дамира да зове др. Ђуричка. Како Марији ништа не може промаћи, тако и овај пут, она завиривши у Јањину фасциклу сазнаје прави узрок Фаруковог лошег стања. |
| 249                | 9                  | 4. јул 2016.    | ТВ Б92 (СРБ) | ... болестан само 999                                | Фаруково стање је боље. Рак се повукао и нема ни метастазе, али Фарук то не говори Изету и Дамиру јер му је лепо што га услужују. Међутим ствари ће се закомпликовати када Дамир од Јање сазна истину. |
| 250                | 10                 | 5. јул 2016.    | ТВ Б92 (СРБ) | У лажи су кратке ноге                                | Фарук има нову девојку – Весну. Међутим, и није баш срећан јер мора Весну да прати на разним културним догађајима. Али након што га познати женски часопис прогласи најпожељнијим нежењом, он то види као идеалну прилику да остави Весну, а да не остане без секса... |
| 251                | 11                 | 6. јул 2016.    | ТВ Б92 (СРБ) | Ако живе скупа, животиње се заволе, а људи се замрзе | Фарук је, из страха да не остари сам, запросио Весну. Изет и Дамир га у томе овај пут подржавају. Изет му чак купује и прстен. Међутим, Веснина бака не жели да јој се унука уда. Бака се бави враџбинама, па грешком уместо на Фарука, баци клетву на Дамира. И док је Дамир осут, без зуба и у гипсу, Весна и Фарук ипак раскидају веридбу. Међутим, и Милена би да се уда, али Изет баш и не би. |
| 252                | 12                 | 7. јул 2016.    | ТВ Б92 (СРБ) | Добро је тешко видјети, а лако се позна              | Фарук би да се напокон скраси и ожени. Изет признаје да су погрешили са Сенадом и наговара Фарука да буде упоран. Можда би се Фарук и Сенада помирили, да Марија у жељи да направи Ђолета љубоморни, није пољубила Фарука. Изет и Дамир имају договор да сваки други дан уступају стан један другоме. Медутим, Изет је то... његове планове никакви договори не могу пореметити. |
| 253                | 13                 | 8. јул 2016.    | ТВ Б92 (СРБ) | Кад човјек тоне и за врело гвожђе се хвата           | Нова девојка се појављује у Сарајево. По занимању је чобаница из Шумадије. Изет и она разговарају, а Фарук, Дамир и Самир не могу очима да верују. Иста девојка после прилази Фаруку и говори да жели да га упозна, али на други начин од Изета. |
| 254                | 14                 | 9. јул 2016.    | ТВ Б92 (СРБ) | Гдје женско бучи, ту мушко мучи                      | На врата стана Фазлиновића долази девојка из Сан Рема, Јелена, која говори да је Изетова ванбрачна ћерка. Ради се ДНК анализа и испада да она јесте Изетова ћерка. Још кад каже да наручује ракију из Поповог Поља, Изет је 100% сигуран да је то његова ћерка. |
| 255                | 15                 | 10. јул 2016.   | ТВ Б92 (СРБ) | Док је раје и мука, биће и хајдука                   | Авдија је другачији на снимању серије. Мимена из правог живота и из серије, а понекад долази пијан. Фарук открива да је то због његове полусестре Јелена за којом је Авдија луд. |
| 256                | 16                 | 11. јул 2016.   | ТВ Б92 (СРБ) | Жена треба да је што глупља, а дрво што тврђе        | Авдија на све начине покушава да каже Јелени да је воли и зато је јури по целом граду, а она од њега константно бежи. Након тога говори Изету у лице да би хтео да се ожени Јеленом. |
| 257                | 17                 | 12. јул 2016.   | ТВ Б92 (СРБ) | Богатство мијења ћуд, ријетко на боље                | Фарук је у Сан Рему видео једну госпођу која је наследила богатство од свог мужа и показао ју је Изету, који већ зна поменуту. Међутим, касније се открило да је та госпођа своје богатство поделила у добротворне сврхе, а задржала своју пензију. |
| 258                | 18                 | 13. јул 2016.   | ТВ Б92 (СРБ) | Језик лаже, срце истину каже                         | Дамир покушава да учини Ладу љубоморном на Изетов савет да би тако све више ишла за њим. Међутим, Лада га је провалила и онда су завршили поново заједно. |
| 259                | 19                 | 14. јул 2016.   | ТВ Б92 (СРБ) | Гладан пас и на газду лаје                           | Зора бесна долази са Ладом код Фазлиновића са оптужбом да јој је Дамир направио дете. Лада одлази да ради тест на трудноћу у купатилу и тамо крене да попрска тест са неколико капљица воде да би доказала да није трудна, али тест упада у WC шољу. Тест у соби касније испада позитиван, али на особу која је последња користила WC шољу – Зору. |
| 260                | 20                 | 15. јул 2016.   | ТВ Б92 (СРБ) | Боље своје јаје него туђа кокош                      | Фуфета су ударила кола док је прелазио пешачки прелаз. Марија зове Мариофила да се подигне тужба и са њим смишља план да се подели зарада измађу Фуфета, њега и ње, али тако да Фуфе добије 10%. Међутим, касније долази до изненађујућег обрта. |
| 261                | 21                 | 16. јул 2016.   | ТВ Б92 (СРБ) | Дај ми знање, даћу ти имање                          | Милорад је смислио план како да испрепада Изета на смрт, а у исто време да му се освети што му је преотео Жељку. |
| 262                | 22                 | 17. јул 2016.   | ТВ Б92 (СРБ) | Без старца нема ударца                               | Фарук и Изет су у депресији јер дуго нису имали оно са неком женом. Када је Фарук чуо да др. Ђуричко има пацијенткињу која се пали на феминизиране мушкарце, кренуо је у лов јер је једна жена која је заборавила мобилни код др. Ђуричка дошла у Сан Ремо да га тражи, али испоставиће се да је то друга жена која воли мушкарце од 70 и преко 70 година. Изет забрањује доктору да је излечи. |
| 263                | 23                 | 18. јул 2016.   | ТВ Б92 (СРБ) | Жедан коњ воде не пробира                            | И Ментор је добио улогу у серији. Међутим, тужан је јер се нико није јавио на његов оглас за жену. |
| 264                | 24                 | 19. јул 2016.   | ТВ Б92 (СРБ) | Боље мртав пијан, него мртав тријезан                | Снимљена је и последња клапа сцена серије "Бегова кућа". Екипа се окупила да прослави задњу клапу. |